# Phoenix Foundation
La Phoenix Foundation es una fundación que ha apoyado numerosos intentos para crear enclaves independientes basados en los principios libertarios y los paraísos fiscales. La fundación fue iniciada por el millonario inmobiliario de Nevada (EE. UU.), Michael Oliver, su amigo James Murt KcKeever, y asesor de inversiones Harry D. Schultz. En el presente sus actividades parecen estar suspendidas.
En 1972, miembros de la fundación -aún no había sido constituida bajo ese nombre, sino como Ocean Life Research Foundation- comenzaron a construir una plataforma en el Pacífico Sur. En parte de un arrecife, normalmente un metro por debajo del nivel del mar durante la marea alta, se colocó una pila de arena y una pequeña plataforma de piedra fue erigida con la bandera de la República de Minerva, una antorcha de color blanco sobre un fondo azul. El 'Presidente de Minerva', Morris Davis, declaró en su momento: " La gente va a tener la libertad de hacer lo que les venga en gana, nada será ilegal siempre y cuando no infrinja en los derechos de los demás. Si un ciudadano desea abrir... una taberna, abrir juegos o hacer películas pornográficas, el gobierno no va a interferir". La república fue de corta duración, cuando Tonga envió hombres para acabar con la bandera minervana y anexionarse la zona en junio de 1972.
El siguiente intento de la fundación fue en 1973 en la islas Ábaco, en las Bahamas. Las Bahamas estaban a punto de ganar su independencia del Reino Unido, pero un número de residentes blancos no aprobaron de vivir bajo el gobierno negro. En junio de 1973, un mes antes de la independencia prevista, la fundación financió al Movimiento de Independencia Abaco (AIM) de Chuck Hall y Bert Williams, que trató de hacer Ábaco independiente de las Bahamas, con la esperanza de crear una región libertaria. Con el apoyo financiero de la Phoenix Foundation, AIM publicó un boletín informativo, The Abaco Independent. El plan fue frustrado por el gobierno independiente de Bahamas.
El intento más reciente de la Fundación ocurrió en 1980, cuando Vanuatu estaba a punto de ganar su independencia. Oliver se alió con Jimmy Stevens del Movimiento Autonomía de Nuevas Hébridas (NHAM), que había tenido éxito en las elecciones. NHAM, que nació del tradicionalismo aborigen, declaró la República Independiente de Vemarana en la isla de Espíritu Santo. El gobierno de Vanuatu solicitó ayuda de Papúa Nueva Guinea, que envió un batallón de soldados para detener la rebelión.
Durante el intento en Vanuatu, la radio NPR etiquetó a la Phoenix Foundation como "una siniestra organización de extrema derecha". De acuerdo con el Instituto del Tercer Mundo, "Jimmy Stevens recibió 250,000 dólares, armas y una radio de la Fundación Phoenix, una organización ultraderechista de EE.UU., a cambio de concesiones para instalar un casino y, supuestamente, cubrir las actividades ilícitas de la República de Vemarana de Stevens".